# هفت‌خانه (خلیل‌آباد)
هفت‌خانه نام روستایی از توابع بخش مرکزی شهرستان خلیل‌آباد در استان خراسان رضوی است. این روستا در دهستان رستاق قرار دارد و برپایهٔ سرشماری مرکز آمار ایران در سال ۱۳۸۵، جمعیت آن ۴۸۳ نفر (۱۳۵ خانوار) بوده است.